# Макогон Юрій Володимирович
Макогон Юрій Володимирович (нар. 14 червня 1947 р. у м. Краматорську Донецької області.) — інженер-механік, завідувач кафедри міжнародної економіки Донецького національного університету, директор Регіональної філії Національного інституту стратегічних досліджень у м. Донецьк, завідувач сектору Інституту економіки промисловості НАН України, доктор економічних наук, професор, дійсний член Академії економічних наук України, заслужений діяч науки і техніки України, повний кавалер почесного знака «Шахтарська слава», нагородженого орденом «За заслуги» III ступеня, ювілейними медалями, знаком «Відмінник освіти України».

## З творчої біографії
- 1965-1970 роки- навчався у Краматорському індустріальному інституті за фахом «Машини і технологія обробки металів тиском», одержав диплом інженера-механіка.

- 1976–1980 років — начальник механо-складального цеху на виробничому об'єднанні «Донецькгірмаш». Начальник дослідницького виробництва спеціального конструкторсько-технологічного бюро Донецького дослідницького заводу технологічного обладнання.
- 1982-1989 — начальник виробництва, начальник планово-економічного відділу, головний економіст Ясинуватського машзаводу.
- 1982 р. — закінчив заочну аспірантуру Краматорського науково-дослідницького проектно-технологічного інституту машинобудування за фахом «Економіка, організація управління і планування народного господарства (промисловості)».
- 1987 р. — захистив кандидатську дисертацію за темою «Організація та управління дослідницьким виробництвом на підприємствах машинобудування».
- 1988-1990 рр. — викладач в провідних вузах м. Донецька за сумісництвом, а з 1990 — на постійній основі.
- 1994 р. завідувач кафедрою «Управління трудовими ресурсами», доцент, а потім професор кафедри «Менеджмент ЗЕД» Донецького державного університету управління.
- 1994 р. — захистив докторську дисертацію за темою: «Механізм регулювання зовнішньоекономічної діяльності підприємств та організацій на регіональному рівні».
- 1995-2016 рр. — завідувач кафедри міжнародної економіки Донецького національного університету, у 2005-2014 рр. очолював Регіональну філію Національного інституту стратегічних досліджень у м. Донецьк, завідував сектором Інституту економіки промисловості НАН України.
- 2018 р. — голова спеціалізованої ради з присудження наукового ступеню кандидата наук Маріупольського державного університету, професор цього університету.

## Науковий доробок
Автор понад 500 наукових та 150 навчально-
методичних публікацій, має 14 авторських свідоцтв, є
автором та співавтором 20 монографій. Під керівництвом
Юрія Володимировича підготовлено 54 кандидати та
14 докторів економічних наук.
Окремі роботи:
- Международные рынки ресурсов: учеб. пособие / Ю. В. Макогон, А. Б. Яценко, К. С. Митюшкина, Н. А. Бударина, В. В. Гончар. — Донецк: ДонНУ, 2013. — 143 с.
- Методологія наукових досліджень: навч. посібник / Ю. В. Макогон, Г. О. Черніченко, Т. С. Медведкін, В. О. Гурова. — Донецьк: ДонНУ, 2013. — 350 с.
- Словарь-справочник внешнеэкономических терминов / Ю. В. Макогон, Т. В. Орехова, Т. В. Власова, К. В. Лысенко, Е. А. Медведкина. — Донецк: ДонНУ: Современная печать, 2013. — 498 с.
- Трансформація світового фондового ринку: світові тенденції та виклики для України: моногр. / Ю. В. Макогон, Н. О. Бударіна, А. О. Прокопенко. — Донецьк: ДонНУ, 2013. — 267 с.

## Нагороди та відзнаки
Професора Ю. В. Макогона нагороджено Орденом за заслуги ІІІ ступеня (2011 р.), Почесною грамотою Верховної Ради України (2010 р.), Золотою медаллю ім. М. І. Туган-Барановського (2002 р.), знаком «Петро Могила» (2007 р.), знаком «Шахтарська слава» (I, II, III ступенів), знаком «Відмінник освіти України» (1999 р.). У 2007 р. Ю. В. Макогон отримав звання Заслужений діяч науки і техніки. Серед відзнак вченого також: почесна нагорода «Золотий Скіф» («Пальма Мерцалова»), міжнародна нагорода «Орден Сократа» (Велика Британія, 1999 р.), орден Ломоносова (2008 р.), медалі «За сприяння в охороні Державного кордону України» (2009 р.), «За доблесну працю» (1970 р.), «Захисник Вітчизни» (1999 р.) та численні ювілейні медалі Радянського Союзу та України. У 2003 р. Юрій Володимирович став лауреатом міжнародної премії Сократа.
Почесні званняЮ. В. Макогон — Почесний академік Академії наук вищої школи України (2014 р.), академік Академії економічних наук України (2007 р.), почесний професор Маріупольського державного університету та Приазовського державного технічного університету (м. Маріуполь), Донбаської державної машинобудівної академії (ДДМА) (м. Краматорськ), Донецького державного університету економіки і управління, Харбінського університету комерції (Китай). У 2003 році Ю. В. Макогона обрано почесним членом Академічної Ради господарської Академії ім. Д. Ценова (Болгарія).